# Robert III Clément
Robert III Clément (- 1181), lid van de adellijke familie van Clément du Mez, was een Frans edelman en heer van Le Mez (Maréchal), die, net als zijn broer Gilles Clément (- 1182),  tijdens de regering van koning Lodewijk VII deel had in de regering van het land.
Na de dood van Lodewijk VII (1180) werd hij voogd voor de jonge koning Filips II.
Robert Clement was de vader van de Franse maarschalken Albéric Clément (die als eerst ooit het ambt van maarschalk van Frankrijk bekleedde) en Henri I Clément. Zijn dochter Isabelle Clément trouwde met Simon le Cornu.

## Referentie
- Dit artikel of een eerdere versie ervan is een (gedeeltelijke) vertaling van het artikel Robert_III._Clément op de Duitstalige Wikipedia, dat onder de licentie Creative Commons Naamsvermelding/Gelijk delen valt. Zie de bewerkingsgeschiedenis aldaar.